# Hermann Fehling (läkare)
Hermann Johannes Karl Fehling, född 14 juli 1847 i Stuttgart, död 11 november 1925 i Baden-Baden, var en tysk läkare. Han var son till kemisten Hermann Fehling och svärfar till läkaren Karl Franz.
Fehling blev medicine doktor 1872 och föreståndare för barnmorskeskolan i Stuttgart 1877. Han utnämndes till professor i gynekologi i Basel 1887, till motsvarande befattning i Halle an der Saale 1894 och i Strassburg 1901. Utöver nedanstående skrifter publicerade han även många artiklar i vetenskapliga tidskrifter.